# Mythe des races
Pour les articles homonymes, voir Race (homonymie) et Âge.

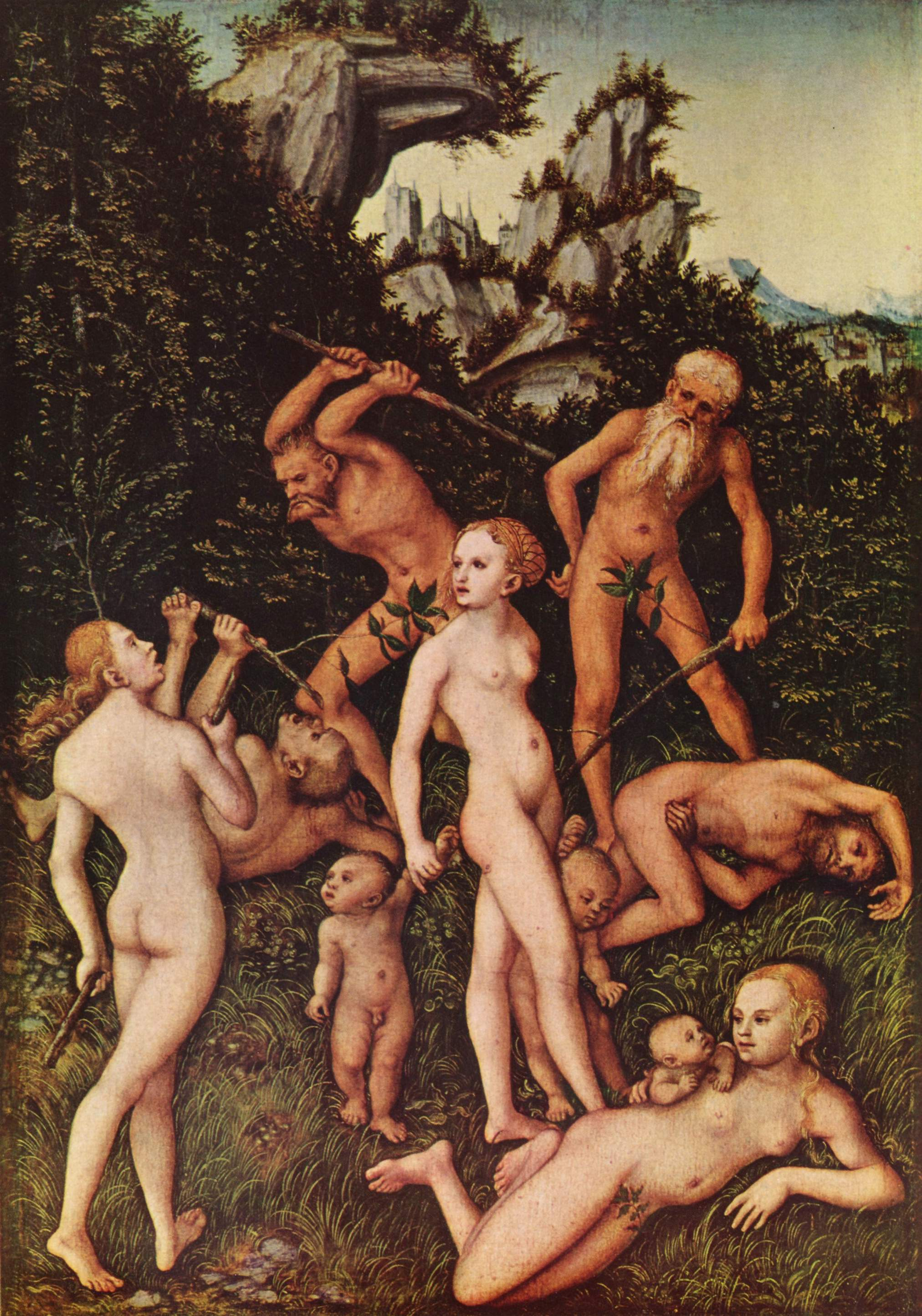
L'Âge d'argent, par Cranach l'Ancien (1re moitié du XVI).

Le mythe des races métalliques ou mythe des âges de l'humanité est un récit anthropogonique de la mythologie grecque qui fait pendant au mythe prométhéen. Il est rapporté pour la première fois par Hésiode, dans Les Travaux et les Jours (VIIIe siècle av. J.-C.), et repris ensuite par d'autres auteurs.

## Le mythe hésiodique (les cinq races)
Dans Les Travaux et les Jours, poème didactique composé en grec ancien au VIIIe siècle av. J.-C., le poète Hésiode distingue cinq races d'êtres humains successives, dans lesquelles l'existence, d'abord idéale, se dégrade progressivement. Chacune de ces races est créée par les dieux de l'Olympe, et vient à s'éteindre après un temps déterminé.

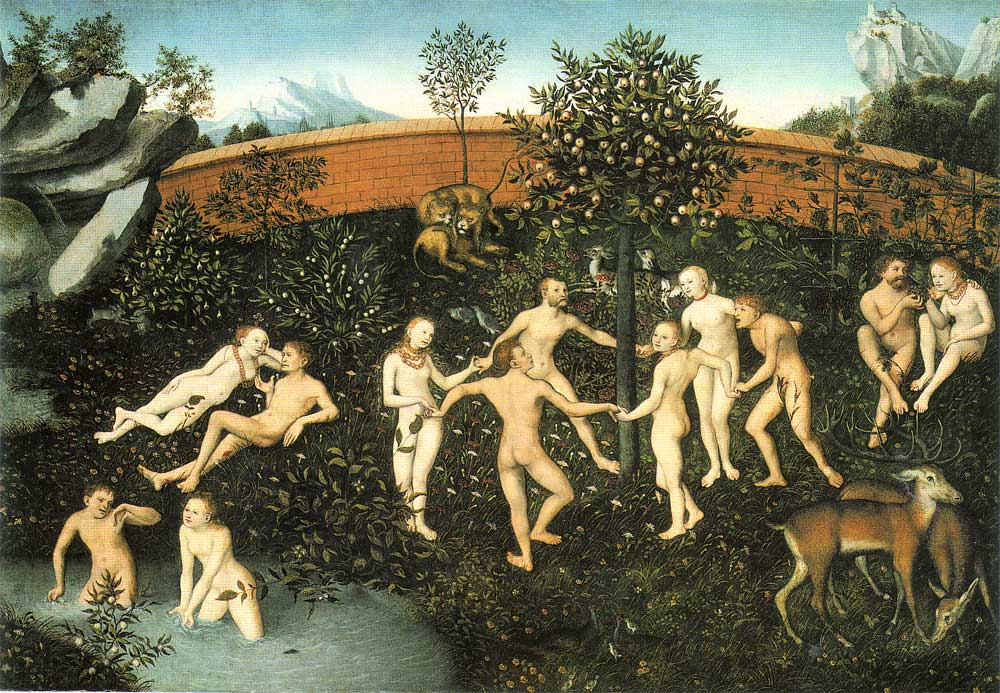
L'Âge d'or, par Cranach l'Ancien (1530).

- La race d'or est créée lorsque Cronos règne encore au ciel :

« les Hommes à cette époque ne travaillaient pas et vivaient en accord parfait avec la faune et la flore, les sacrifices étaient donc inexistants. Les Hommes n'étaient pas à proprement parler « humains » ; ainsi, ils ne se reproduisaient pas, mais étaient « semés ».
Les saisons étaient inexistantes, ils vivaient dans un printemps éternel. La nature était d'ailleurs bienfaitrice (mère nourricière) et leur fournissait tout sans aucun effort.
« Ils vivaient comme des dieux, le cœur libre de soucis, à l'écart et à l'abri des peines et des misères : la vieillesse misérable sur eux ne pesait pas ; mains, bras et jarret toujours jeunes, ils s'égayaient dans les festins, loin de tous les maux. Mourants, ils semblaient succomber au sommeil. »

Ceux-là vivent des récoltes que la terre donnait d'elle-même et, après leur mort, sont changés par Zeus en « bons génies de la terre, gardiens des mortels, dispensateurs de la richesse ».
- La race d'argent, parce qu'elle se montre coupable d’hybris, connaît le mal et la douleur : « Ils ne savaient pas s'abstenir entre eux d'une folle démesure. » C'est aussi le début de l'agriculture ; pour la première fois les Hommes doivent creuser la terre afin d'obtenir le blé. Elle fut finalement ensevelie par Zeus, courroucé de ne les voir rendre aucun hommage aux dieux.
- La race de bronze est une race guerrière, « fille des frênes, terrible et puissante » : également coupable d’hybris, elle finit par s'anéantir elle-même.
- La race des héros, « plus juste et plus brave », est celle des demi-dieux engendrés par les immortels venus s'unir avec les mortelles. Leurs histoires sont racontées dans les épopées antiques ; la plupart périssent lors de la guerre des sept chefs à Thèbes puis à la guerre de Troie, et les plus méritants sont placés par Zeus dans les Îles des Bienheureux.
- La race de fer, actuelle, trouve encore « quelques biens mêlés à tant de maux ». Mais un temps plus dur attend cette race, où : « [...] l'hôte n'est pas à l'abri de son hôte, ni le beau-père de son gendre ; même entre frères, la bonne entente est rare. Le mari médite la mort de sa femme, et la femme celle de son mari ; de redoutables marâtres mélangent les sucs livides de l'aconit ; le fils se demande combien d'années va vivre encore son père. » Indignées, Aidos et Némésis quitteront alors la terre pour se réfugier dans l'Olympe, alors « il ne restera plus aux mortels que les chagrins dévorants, et leurs maux seront irrémédiables ».

## Autres versions du mythe

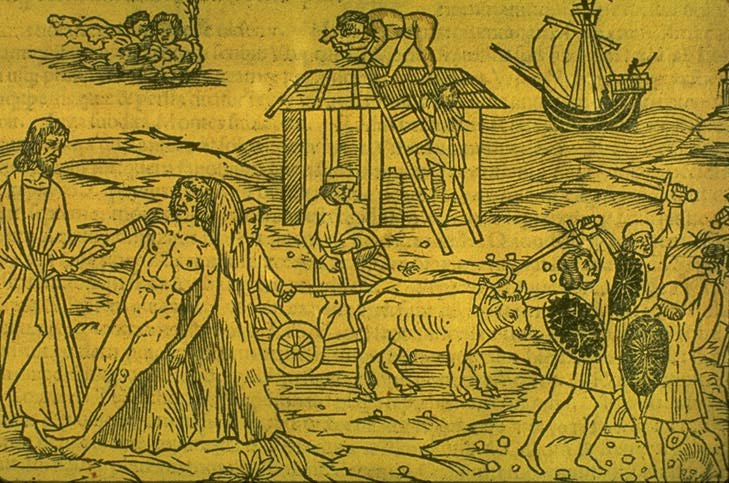
Gravure pour le livre I des Métamorphoses d'Ovide.

Platon, évoquant explicitement l'œuvre d'Hésiode, propose une interprétation du mythe dans sa République : il est censé justifier les inégalités sociales auprès du peuple par le droit naturel. On y apprend que les Hommes sont naturellement divisés en trois races que leur éducation révèlera et à chacune desquelles correspond un groupe social. Selon le métal avec lequel chaque Homme est mélangé, il appartiendra à l'une ou l'autre de ces races et se verra ainsi attribuer une fonction spécifique dans la cité : les Hommes « ayant reçu » de l'or à la naissance, seront philosophes ; ceux d'argent seront gardiens, et enfin, ceux d'airain et de fer se verront affectés aux « professions manuelles ». Une « transmutation » vers un autre métal, quel que soit le métal, est possible par filiation : les parents donnent souvent mais pas nécessairement naissance à des « rejetons » du même métal qu'eux.
Ovide, dans ses Métamorphoses, ne cite pas cinq races mais quatre âges successifs : l'or, l'argent, le bronze et le fer.

## Interprétations
Selon Jean Haudry, le mythe des âges chez Hésiode dérive de la conception du cycle cosmique présente chez les Indo-Européens : celui-ci comprend initialement une phase ascendante, une phase descendante et une période obscure. Hésiode ne garde plus que les phases de la décadence.
Plus que le métal dont ils sont faits (car rien ne précise dans les textes que ces Hommes sont réellement métalliques), les vertus qui président à leur façon de conduire leur vie, la façon dont se répartissent diké, c'est-à-dire « Justice » (qui est aussi une déesse) et hybris, c'est-à-dire « Démesure » (au sens de rivalité avec les Dieux, ou de comportement déraisonnable : la race de bronze, par exemple, ne cessait de guerroyer) dans leur vie détermine leur sort dans la vie future. Chez les Hommes de la race d'or comme chez ceux de la race d'argent, c'est la justice qui oriente leur vie en sorte que, après leur mort, les uns comme les autres deviendront des daimones (esprits intermédiaires entre les Dieux et les Hommes). On peut comprendre cette détermination comme une forme de prédestination ou comme un accès possible à une forme de sainteté. Le mythe est alors une forme de compréhension de l'humanité et du projet de dépasser le sort commun à sa qualité d'être périssable.

## Sources

### Version hésiodique
- Hésiode, Les Travaux et les Jours [détail des éditions] [lire en ligne] (v. 109-201).

### Versions latines
- Boèce, Consolation de la philosophie (II, V [lire en ligne]).
- Calpurnius, Bucolique (I, 33-88 [lire en ligne]).
- Catulle, Poèmes [lire en ligne] (v. 384 et suiv.).
- Horace, Épodes [lire en ligne] (XVI).
- Lucrèce, De la Nature [lire en ligne] (V, 925-1457).
- Ovide, Amours [détail des éditions] [lire en ligne] (III, 8, 5-56), Métamorphoses [détail des éditions] [lire en ligne] (I, 89-150).
- Properce, Élégies [détail des éditions] [lire en ligne] (III, 13).
- Tibulle, Élégies [détail des éditions] [lire en ligne] (I, 3, 35-48).
- Virgile, Bucoliques [détail des éditions] [lire en ligne] (IV), Géorgiques [détail des éditions] [lire en ligne] (I, 125-159).